# Mindaugas 2. af Litauen
Mindaugas II (30. maj 1864 i Monaco – 24. marts 1928 i Rapallo) var en tysk hertug, der i 1918 blev valgt til konge af Litauen, men sad blot som nominel konge i fire måneder, indtil Litauens landsråd Taryba den 2. november 1918 besluttede at lade være med at gennemføre den tidligere beslutning om at landet skulle være monarki. Navnet Mindaugas II henviser til grundlæggeren af den litauiske stat, Mindaugas af Litauen.
Mindaugas blev født som Wilhelm Karl Florestan Gero Crescentius, hertug af Urach, greve af Württemberg. Han var søn af hertug Wilhelm af Urach og dennes hustru, prinsesse Florestine af Monaco, der var datter af Florestan 1. af Monaco. Eftersom hans far døde, da Wilhelm Karl var 4 år, tilbragte han en stor del af barndommen i Monaco, hvor hans mor Florestine ofte passede regeringen mens hendes brorsøn, Albert 1. af Monaco, var på oceanografiske ekspeditioner. Wilhelm var fransktalende.
1. ↑  Navnet er anført på svensk og stammer fra Wikidata hvor navnet endnu ikke findes på dansk.